# Diplurodes flatipennata
Diplurodes flatipennata là một loài bướm đêm trong họ Geometridae.